# Novembre 1996

## Événements
- Déclaration de Rome sur la sécurité alimentaire mondiale[1].
- Les électeurs californiens approuvent une mesure légalisant l'usage et la culture du cannabis médical.

- 5 novembre : 
  - réélection du démocrate William (« Bill ») Jefferson Clinton comme président des États-Unis contre le républicain Robert Dole et l'indépendant Ross Perot avec 47 % des voix (45 % d’abstentions).
  - Pakistan : destitution pour corruption du premier ministre Benazir Bhutto, par le président pakistanais Farook Ahmed Leghari.

- 12 novembre : la collision en vol, au-dessus du village indien de Charki Dudri, d'un Boeing 747 de la Saudi Arabian Airlines qui venait de décoller de Delhi et d'un Iliouchine Il-76 kazakh en phase d'approche du même aéroport entraîne la mort de 349 personnes.

- 16 novembre : attentat à la bombe de Kaspiisk, tuant 68 personnes.
- 18 novembre : accord de libre-échange entre le Chili et le Canada.

- 22 novembre : admission de la Pologne à l'OCDE.

- 23 novembre : 
  - détournement et accident du vol 961 Ethiopian Airlines.
  - les cendres d'André Malraux sont transférées au Panthéon. (20 ans jour pour jour après sa mort).

- 24 novembre : 
  - Rusty Wallace remporte le Suzuka NASCAR Thunder 100 à Suzuka, la première course de NASCAR s'étant tenu au Japon.
  - La lire italienne réintègre le SME quitté depuis 1992.

- 25 novembre : réunion des pays de l'APEC à Manille.

## Naissances
- 1er novembre : Lil Peep, rappeur américain († 15 novembre 2017).
- 3 novembre : 
  - Thijs Aerts, coureur de cyclo-cross belge ;
  - Britt Bongaerts joueuse néerlandaise de volley-ball ;
- 4 novembre : Adelén, chanteuse norvégienne ;
- 5 novembre : Sabina Altynbekova, joueuse kazakhe de volley-ball ;
- 6 novembre :
  - Anys Mezzaour, écrivain algérien ;
  - Jang Seungyeon, chanteuse sud-coréenne membre du girl group CLC ;
- 7 novembre : Lorde, chanteuse néo-zélandaise ;
- 9 novembre : Marie Buresi, nageuse française ;
- 11 novembre : Gianluca Gaudino, footballeur allemand ;
- 14 novembre : Borna Ćorić, joueur de tennis croate ;
- 15 novembre : 
  - Vanessa Nakate, militante ougandaise pour le climat.
  - Demi Vollering, coureuse cycliste professionnelle néerlandaise.
- 18 novembre : 
  - Chloé Caulier, grimpeuse belge ;
  - Erina Hashiguchi, actrice, chanteuse et idole japonaise ;
  -  Chonnasorn Sajakul, chanteuse et rappeuse thaïlandaise membre du groupe CLC.
- 19 novembre : Krystsina Tsimanouskaya, athlète biélorusse.
- 20 novembre : David Concha, footballeur espagnol ;
- 22 novembre : 
  - Madison Davenport, actrice américaine ;
  - Hailey Baldwin, mannequin américaine ;
- 26 novembre : Louane Emera, actrice-chanteuse française ;
- 27 novembre: Doo Hoi Kem, pongiste hongkongaise ;
- 28 novembre : 
  - Nikola Bilyk, handballeur autrichien ;
  - Isaïa Cordinier, joueur français de basket-ball ;
- 29 novembre : Gonçalo Guedes, footballeur portugais ;

## Décès
- 2 novembre :  Eva Cassidy, chanteuse américaine.
- 6 novembre : Jean Αlbertini, parolier, producteur, chanteur (° 1947).
- 14 novembre :
  - Joseph Bernardin, cardinal américain, archevêque de Chicago (° 2 avril 1928).
  - Virginia Cherrill, actrice américaine.